# Gran Pic del Pessó
El Gran Pic del Pessó, o Pic Gran del Pessó és una muntanya termenal entre la Torre de Cabdella, dins del seu terme primitiu, i la Vall de Boí (a l'antic terme de Barruera) i, per tant, entre les comarques del Pallars Jussà i de l'Alta Ribagorça. El pic està situat dins de la zona perifèrica del Parc Nacional d'Aigüestortes i Estany de Sant Maurici.
El pic, de 2.894 metres, s'alça a la carena que separa la Coma del Pessó i la Coma del Mig de la Vall del Riqüerna (E); amb la Colladeta de l'Osso al nord-oest, el Pic del Pessó al sud i el Pic de les Mussoles al nord-est.
El nom pessó significa «munt de palla o d'herba, especialment de l'herba dallada que es guarda en les bordes» o «munt, multitud de coses».
Aquest cim està inclòs al llistat dels 100 cims de la FEEC.  